# Руське Вечкеніно
Руське Вечке́ніно (рос. Русское Вечкенино, ерз. Русское Вечкенино) — село у складі Ковилкінського району Мордовії, Росія. Входить до складу Мордовсько-Вечкенінського сільського поселення.
Населення — 229 осіб (2010; 251 у 2002).
Національний склад станом на 2002 рік:
- мордва — 58 %
- росіяни — 40 %